# Бей-Вью (Мичиган)
Бей-Вью (англ. Bay View) — это курортный городок и статистически обособленная местность в округе Эммет, штат Мичиган, США. В 2010 году в местности проживали 133 человека.

## Географическое положение
По данным Бюро переписи населения США Бей-Вью имеет площадь 0,96 км². Полностью находится на территории тауншипа Бер-Крик. Находится возле американского шоссе 31.

## История
Бей-Вью основан в 1875 году несколькими методистскими семьями. Многие здания города входят в Национальный реестр исторических мест США.
Хотя Бей-Вью является местом отдыха, только практикующие христиане могут покупать или наследовать недвижимость в населённом пункте. Согласно законам города, принятым в 1947 году и ужесточённым в 1986 году, будущие домовладельцы обязаны предоставить свидетельства их веры, в частности кроме прочих документов письмо от священника, подтверждающее их активное участие в жизни церкви. В 2017 году несколько жителей подали в суд против города, утверждая, что данные правила противоречат конституции.

## Население
По данным переписи 2010 года население Бей-Вью составляло 133 человека (из них 48,1 % мужчин и 51,9 % женщин), в местности было 59 домашних хозяйства и 38 семей. На территории города было расположено 494 постройки со средней плотностью 514,6 построек на один квадратный километр суши. Расовый состав: белые — 98,5 %, азиаты — 0,8 % и представители двух и более рас — 0,8 %.
Население города по возрастному диапазону по данным переписи 2010 года распределилось следующим образом: 21,1 % — жители младше 18 лет, 7,5 % — между 18 и 21 годами, 49,6 % — от 21 до 65 лет и 21,8 % — в возрасте 65 лет и старше. Средний возраст населения — 48,2 года. На каждые 100 женщин в Бей-Вью приходилось 92,8 мужчин, при этом на 100 совершеннолетних женщин приходилось уже 84,2 мужчин сопоставимого возраста.
Из 59 домашних хозяйств 64,4 % представляли собой семьи: 49,2 % совместно проживающих супружеских пар (11,9 % с детьми младше 18 лет); 10,2 % — женщины, проживающие без мужей и 5,1 % — мужчины, проживающие без жён. 35,6 % не имели семьи. В среднем домашнее хозяйство ведут 2,25 человека, а средний размер семьи — 2,68 человека. В одиночестве проживали 32,2 % населения, 11,9 % составляли одинокие пожилые люди (старше 65 лет).

## Экономика
В 2015 году из 273 человек старше 16 лет имели работу 64. В 2014 году медианный доход на семью оценивался в 70 156 $, на домашнее хозяйство — в 53 750 $. Доход на душу населения — 38 100 $ в год. 19,0 % от всего числа семей в Бей-Вью и 19,9 % от всей численности населения находилось на момент переписи за чертой бедности.